# Fulda
Fulda è una città situata nell'est dell'Assia, in Germania; è capoluogo del circondario omonimo e sede vescovile. Fulda si fregia del titolo di "Città con status speciale" (Sonderstatusstadt).

## Geografia fisica
La città si trova sul fiume Fulda vicino alle frontiere della Turingia e della Baviera, incuneata fra i monti Rhön ad est ed il Vogelsberg ad ovest.

### Comuni confinanti
Fulda confina con i comuni di Petersberg, Künzell ed Eichenzell.
Ulteriori villaggi della regione sono Hünfeld, Dipperz, Hofbieber, Tann in der Rhön, Hilders e Gersfeld verso est come anche verso sud-ovest Schlüchtern, Grebenhain, Bad Salzschlirf, Großenlüder, Lauterbach e Schlitz.

## Origini del nome
L'origine del nome Fulda non è chiara. Le fonti finora pervenute riportano le seguenti denominazioni: Uulta e Uulthaha in una testimonianza del 750 d.C., Fulda in una del 751, Uuldaha in una del 752, Fulde prima dell'anno 769 e, infine, Fuld, Fult e Fuldt nel XVI secolo.
L'origine più probabile è una cosiddetta idronimia (denominazione di un corso d'acqua) dal sassone antico folda (terra, suolo) e la parola di base -aha, apparentata col termine latino aqua e che appare in molti nomi di fiumi tedeschi.
Poiché nell'indoeuropeo esiste una grande quantità di parole caratterizzate dalla radice *pel-/pol-, è anche possibile che Fulda sia una variante dell'indoeuropeo polota. Anche in Europa orientale sono rintracciabili parentele con il nome "Fulda": in lettone esiste il termine palts, palte (pozzanghera), così come c'è il fiume Pelta o Peltew.

## Storia

### Il territorio di Fulda prima della fondazione della città
Finora sono state ritrovate diverse testimonianze riguardanti la movimentata storia del territorio di Fulda. I primi insediamenti accertati risalgono all'epoca attorno al 5000 a.C.. Nell'area si svilupparono alcune culture; le migrazioni condussero nuovi abitanti nella regione. Sorse una città celtica presso Milseburg. Il regno dei Franchi si sviluppò dopo la caduta dell'Impero romano d'Occidente, divenendo il centro di potere dell'Europa centrale. Il re dei Franchi Clodoveo I si assicurò con il suo battesimo l'appoggio di Roma; si affermò dunque un diffuso processo di cristianizzazione. A Bonifacio il papa affidò l'incarico di evangelizzare le tribù germaniche e di sottoporle all'autorità della chiesa cattolica romana.
L'area dove sorge la città, che al tempo era totalmente coperta da foresta, era stata scelta dal vescovo Bonifacio per la fondazione di un monastero. Grazie a Sturmio di Fulda cominciò nel 744 lo sviluppo dell'area. Nell'anno 754 Bonifacio fu sepolto nell 'abbazia benedettina da lui stesso fondata. Per volontà di Carlo Magno il monastero ricevette l'immunità e divenne in questo modo monastero imperiale, culla del cristianesimo in Europa. Verso l'800 studiò a Fulda, allievo di Bangulfo, Rabano Mauro, che ne divenne abate nell'802 fino all'842, quando fu eletto vescovo di Magonza. Rabano Mauro, secondo Etienne Gilson "ebbe un'influenza immensa sulla cultura germanica" e fu nominato praeceptor Germaniae. Il medesimo è ritenuto autore del testo latino "Veni, creator Spiritus". Tra il 791 e l'819 fu costruita la basilica di Ratgar, dedicata all'omonimo abate, che a quell'epoca rappresentava il più grande edificio ecclesiastico a nord delle Alpi. Intanto si insediarono attorno al monastero i primi contadini e i primi artigiani.
Secondo una versione del racconto, come esposto nella pellicola La papessa, sarebbe una delle due città di formazione, della papessa Giovanna, dove ne avrebbe frequentato la scuola abbaziale.

### Il feudalesimo
L'abbazia e l'insediamento ricevettero nel 1019 per volontà di Enrico II il diritto di battere moneta, di commerciare e di imporre un dazio; nel 1114 Fulda fu citata per la prima volta come civitas (città). Sotto l'abate Marquard I (1150-1165) la città visse un periodo di fioritura, molti beni trasferiti in precedenza altrove furono restituiti. Per il compimento di quest'opera di restituzione, all'abate fu molto utile l'amicizia con uno dei più conosciuti falsari del Medioevo, il monaco di Fulda Eberardo. L'abate Marquard dovette cacciare i cavalieri depredatori, fece costruire fortezze e rafforzò i confini della città nel 1162 con la costruzione delle mura, costituite da dodici torri e cinque porte cittadine (Heertor, Peterstor, Florentor, Kohlhäusertor e Frauentörlein).
Re Federico II innalzò gli abati del monastero al rango di principi imperiali. Il principe-abate Heinrich von Weilnau fece costruire tra il 1294 e il 1312 un castello nel quale risiedeva al di fuori del monastero. Il castello fu fatto ricostruire nel XVII secolo dal principe-abate Johann Friedrich von Schwalbach e assunse così l'aspetto di un edificio rinascimentale.

### La rivolta dei cittadini
Nel 1208 Fulda divenne città e difese i propri diritti contro le mire degli abati, che possedevano già una fortezza oltre al monastero. Quando il principe-abate Enrico VI von Hohenberg fece edificare tra il 1319 e il 1320 una seconda fortezza all'interno della città, gli abitanti del borgo, con l'aiuto del conte Johann von Ziegenhain, si avventarono contro entrambe e distrussero la più nuova, comprese la torre e la cinta muraria. Essendosi l'abate rifugiato dall'imperatore, fu imposto sulla città e sul conte il provvedimento di messa al bando.
Nel 1326 Heinrich von Hohenberg utilizzò il suo rafforzato potere di signore della città per aumentare le tasse da 100 a 800 Pfund heller per un periodo di sette anni. Quando nel 1330 provò ad alzare le tasse per la seconda volta, in città sorse di nuovo una forte opposizione. Quando poi, l'anno seguente, fece incarcerare alcuni ricchi borghesi e richiese per la loro liberazione una cauzione di 9 500 Pfund Heller, i borghesi si ribellarono contro di lui. Si allearono ancora una volta col conte Johann von Ziegenhain ed assaltarono la fortezza dell'abate, il monastero, i centri di Frauenberg e Petersberg. La città ricevette dunque di nuovo una sanzione imperiale. I ministeriali dell'abate repressero la rivolta. L'arcivescovo Baldovino di Treviri impose un'espiazione per la quale i cittadini avrebbero dovuto ricostruire la torre e la cinta muraria del nuovo borgo; inoltre avrebbero dovuto pagare delle significative indennità. La città di Fulda ricevette così un'assemblea consiliare e un sindaco sotto la supervisione di uno scoltetto.

### La guerra dei contadini nel territorio di Fulda

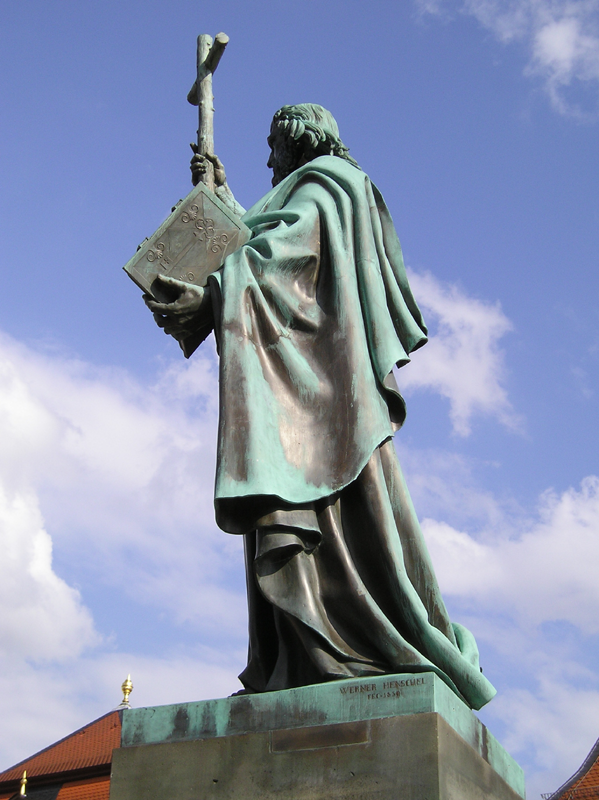
La statua di San Bonifacio realizzata da Werner Henschel (1830)

La situazione degli abitanti della città e dei contadini che vivevano nei dintorni era molto misera, a causa degli alti tributi e delle corvée. La nobiltà sfruttava la gente di campagna e costruiva edifici sempre più sontuosi. Così anche i contadini del territorio circostante si sollevarono, assieme agli abitanti della città, contro il potere autoritario della nobiltà e presero parte, nella primavera del 1525, alla guerra dei contadini tedeschi. Durante questa rivolta giocò un ruolo fondamentale Hans von Dipperz, che radunò attorno a sé ben 10 000 braccianti. Il langravio Filippo I d'Assia venne in aiuto alla nobiltà con un forte contingente e represse la rivolta nella battaglia di Frauenberg.

### La caccia alle streghe
Nel 1603, al tempo della caccia alle streghe, fu chiamato a Fulda come sostituto del conte, Balthasar Nuss. Balthasar von Dernbach prese poi il suo incarico nell'esecuzione dei processi alle streghe. Nell'arco di tre anni Balthasar Nuss fece torturare e poi condannare a morte circa 300 presunti streghe e stregoni, acquisendo automaticamente il patrimonio dei condannati. Una vittima particolarmente conosciuta della caccia alle streghe fu la signora Merga Bien, uccisa nel 1603.

### Fulda nell'epoca barocca
Il 20 giugno 1640, durante la guerra dei trent'anni, la città subì un forte assedio da parte dell'esercito svedese. Il principe-abate Placidus von Droste risanò durante il suo incarico (1678-1700) le finanze dell'abbazia di Fulda. Il suo successore, il principe-abate Adalbert von Schleifras, poté nominare nell'anno 1700 Johann Dientzenhofer capo architetto e affidargli l'incarico di edificare, al posto della basilica romanica di Ratgar, l'attuale duomo di Fulda e un palazzo cittadino in stile barocco.

Nel 1752 i principi-abati acquisirono lo status di principi-vescovi. Nel 1762, durante la guerra dei sette anni, Fulda fu conquistata dalle truppe di Hannover guidate dal generale Luckner. La strada che collegava Fulda a Francoforte sul Meno fu tra le prime strade dell'Assia ad essere trasformata nel 1764, per volontà del principe-vescovo di Fulda Heinrich von Bibra, in una chaussée; fu ampliata, modernizzata e divenne così più facilmente percorribile. 

Il principe-abate e principe-vescovo Heinrich VIII von Bibra. Ritratto del suo pittore di corte Johann Andreas Herrlein

Sotto il principe-vescovo Adolf von Dalberg Fulda divenne una città universitaria. L'università cattolica di Fulda fu attiva tra il 1734 e il 1805. L'università era costituita da quattro facoltà: teologia, filosofia, medicina e diritto. L'edificio barocco dell'architetto di corte Andreas Gallasini fu eretto tra il 1731 e il 1734. Oggi è la sede della scuola primaria "Adolf von Dalberg".

### Il XIX secolo
La secolarizzazione del 1802 privò i principi-vescovi del potere. Il patrimonio di Fulda andò a Friedrich Wilhelm von Oranien-Nassau, finché Napoleone non annesse la provincia di Fulda nel 1806. Nel 1810 divenne parte del Granducato di Francoforte. Con il Congresso di Vienna del 1815 la provincia fu cancellata e, dopo un anno di amministrazione prussiana, fu ceduta all'elettorato d'Assia. Dopo la guerra austro-prussiana del 1866 Fulda e l'elettorato d'Assia divennero parte del regno di Prussia.
Il 2 novembre 1850 Fulda fu occupata dalle truppe prussiane, che la abbandonarono però dopo lo scontro tra i loro avamposti e gli austriaci presso Bronnzell il 9 novembre. La città fu occupata dunque per poco tempo dai bavaresi, per poi ritornare sotto il dominio prussiano nella guerra del 1866.
Nel periodo della "battaglia culturale", Kulturkampf, Fulda fu baluardo dell'ultramontanismo nel secondo Reich tedesco. Nel 1855 la città aveva 12 226 abitanti, di cui nel 1880 3 347 di fede evangelica e 602 ebrei. Fulda era già sede di un vescovato, di un tribunale, di un ufficio tributario ecc.

### La repubblica di Weimar e il nazionalsocialismo
Nel 1927 Fulda divenne città extracircondariale. Nel marzo 1933, alle elezioni del Reichstag, la NSDAP, ovvero il partito nazista, non ottenne più di un quarto dei voti; anche nel consiglio cittadino giocava un ruolo secondario. Con la Gleichschaltung, nel 1933 fu distrutta la tipografia di Fulda, della famiglia Arnd (famiglia fortemente cattolica, che si occupava di stampe perlopiù di tipo religioso cattolico, il cattolicesimo era contrastato in quanto non rispecchiava l'ideologia nazista) durante la notte dei cristalli il 9 novembre 1938 furono distrutti il cimitero storico ebraico e la sinagoga nell'allora Judengasse (vicolo degli Ebrei). Il sindaco di Fulda, Karl Ehser, disse più tardi che la direzione della propaganda del Gau, con sede a Kassel, gli chiese di assicurarsi che gli attacchi contro gli Ebrei fossero portati avanti anche a Fulda. Gli fu ordinato di far distruggere la sinagoga. Il 9 novembre fu preparato durante il giorno l'incendio della sinagoga, dopo che gli arredi all'interno erano stati ridotti in macerie. Intorno alle 2, alle 4 e alle 6 fu appiccato il fuoco; la sinagoga, costruita ottant'anni prima, svanì tra le fiamme. Lo storico Walter Mühlhausen disse: "L'iniziativa di violenza in Assia partì nella stragrande maggioranza dei casi dalle organizzazioni locali naziste; ciononostante la popolazione, a prescindere dal fatto che possedesse la tessera di partito marrone, partecipò attivamente alla notte dei cristalli". Nel 1940 fu distrutto il cimitero ebraico, le tombe furono rimosse e trasferite in altri tre edifici. Nel 1941 seguì la deportazione di 243 ebrei di Fulda. Nel 1940 furono cacciati i francescani dal monastero di Frauenberg.

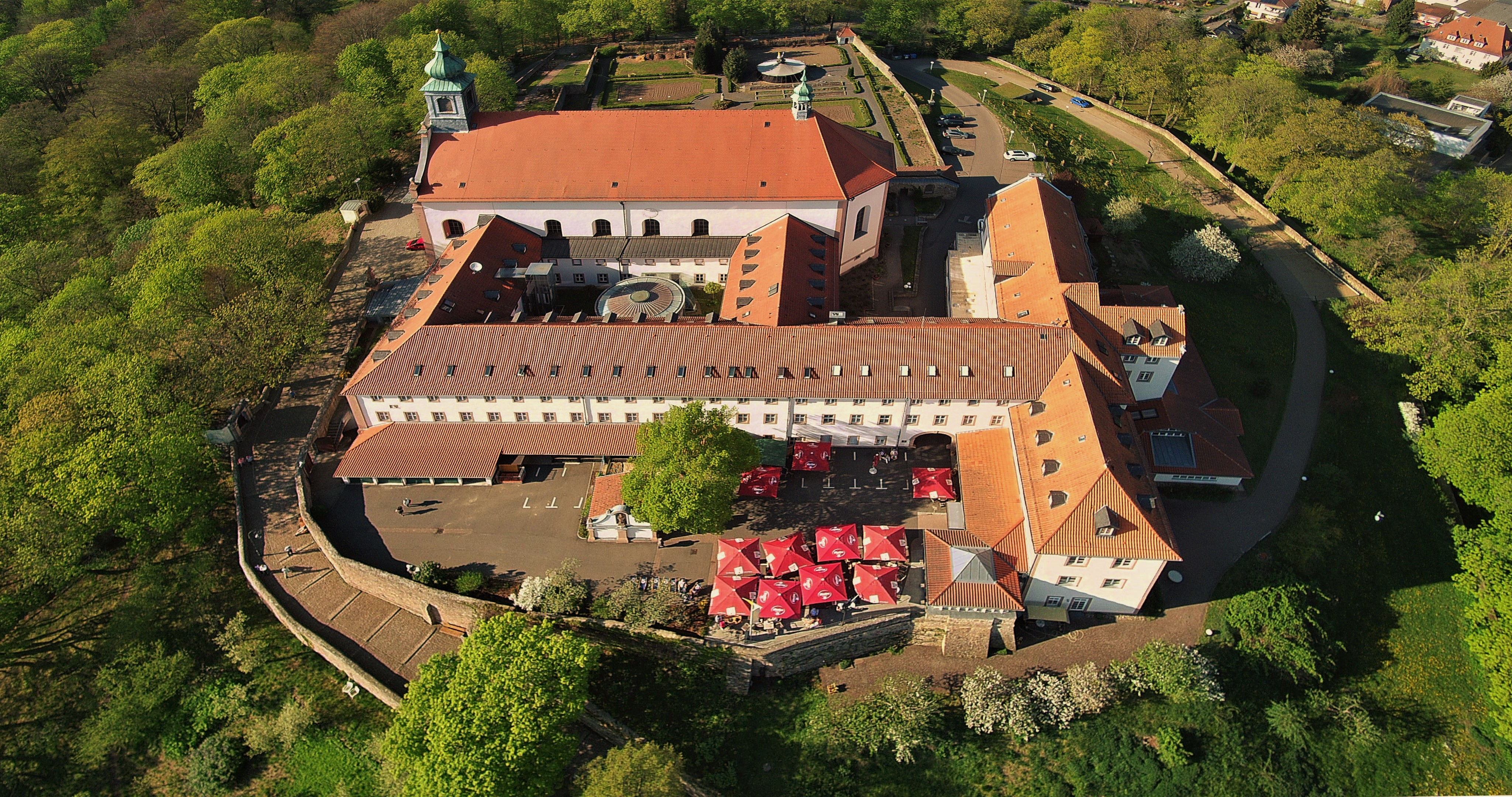
Il monastero di Frauenberg

Durante la seconda guerra mondiale Fulda fu più volte bersaglio di attacchi aerei. L'11 e il 12 settembre 1944, così come il 27 dicembre dello stesso anno, furono i giorni in cui si registrò il maggior numero di vittime; la città fu distrutta per circa un terzo. In totale si contano 1 595 vittime di guerra a Fulda; a queste bisogna aggiungere un elevato numero di feriti e dispersi. Le infrastrutture e l'industria furono gravemente colpite. Anche gli edifici storici nella città vecchia, in particolare vicino al Gemüsemarkt e al quartiere barocco, riportarono numerosi danni.

### Il secondo dopoguerra e gli anni più recenti
Fulda entrò a far parte dopo la seconda guerra mondiale della zona di occupazione americana, ed appartenne poi al Bundesland dell'Assia nel territorio della Germania Ovest. Nel secondo dopoguerra Fulda si ritrovò in una posizione economicamente marginale, essendo non più al centro della Germania, ma ai confini orientali della nuova repubblica federale. Il confine con la Repubblica Democratica Tedesca era situato a soli 35 km dal centro della città. In questo modo Fulda rimase separata dai territori a est della città fino al 1989, soprattutto perché le tradizionali relazioni commerciali e le vie di comunicazione con la vicina Turingia furono interrotte. Nel secondo dopoguerra Fulda divenne dunque uno Zonenrandgebiet, una zona ai confini tra le due repubbliche.
Al tempo della guerra fredda Fulda aveva un particolare ruolo strategico, chiarito dal termine Fulda Gap (varco di Fulda).
Il termine, introdotto dalla NATO, derivava dalla supposizione che, in caso di attacco da parte del Patto di Varsavia, l'alleanza che faceva capo all'Unione Sovietica avrebbe tentato di invadere il sud-ovest della Germania attraversando la valle del fiume Fulda e la città di Francoforte, distante circa 100 km dal confine. In questo scenario Fulda sarebbe probabilmente diventata uno dei primi teatri di guerra in un eventuale terzo conflitto mondiale. Per questo motivo a Fulda era stanziata una numerosa guarnigione statunitense (undicesimo reggimento di cavalleria corazzata). Solo nel 1994 le truppe americane lasciarono il luogo. Nella zona delle ex-caserme si stabilirono diversi uffici e aziende. Nell'area in precedenza riservata agli scali aerei si sviluppò un nuovo quartiere con abitazioni e un'area fieristica.
Nonostante la sua posizione marginale Fulda divenne nel secondo dopoguerra un moderno centro industriale. Nel 1972, dopo la riforma della suddivisione territoriale in Assia, furono accorpati al territorio di Fulda 24 comuni circostanti. Nel 1974 la città perse lo status di città extracircondariale; ciononostante possiede dal 1980 uno status speciale, per il quale diverse competenze sono riservate al Kreis.
Il 29 settembre 1984 si svolse una grande manifestazione pacifica a Fulda. Circa 30 000 sostenitori del movimento pacifista manifestarono contro la politica militare ad est ed ad ovest. Dal giorno della caduta del Muro di Berlino, il 9 novembre 1989, grazie all'apertura del confine tra le due repubbliche tedesche, ogni giorno migliaia di persone provenienti dalla RDT visitano la città barocca.

Nel 1990 Fulda ospitò lo Hessentag (la giornata dell'Assia), e nel 1994 la città festeggiò il suo 1 250º anniversario. Nel 2002 fu festeggiato il 250º anno del vescovato di Fulda.

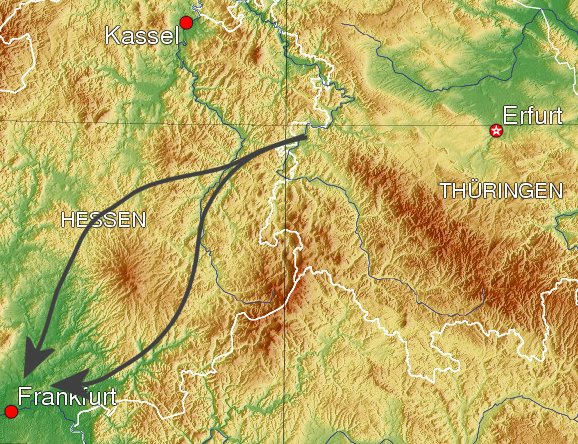
Il Fulda Gap

## Monumenti e luoghi d'interesse

### Architetture religiose

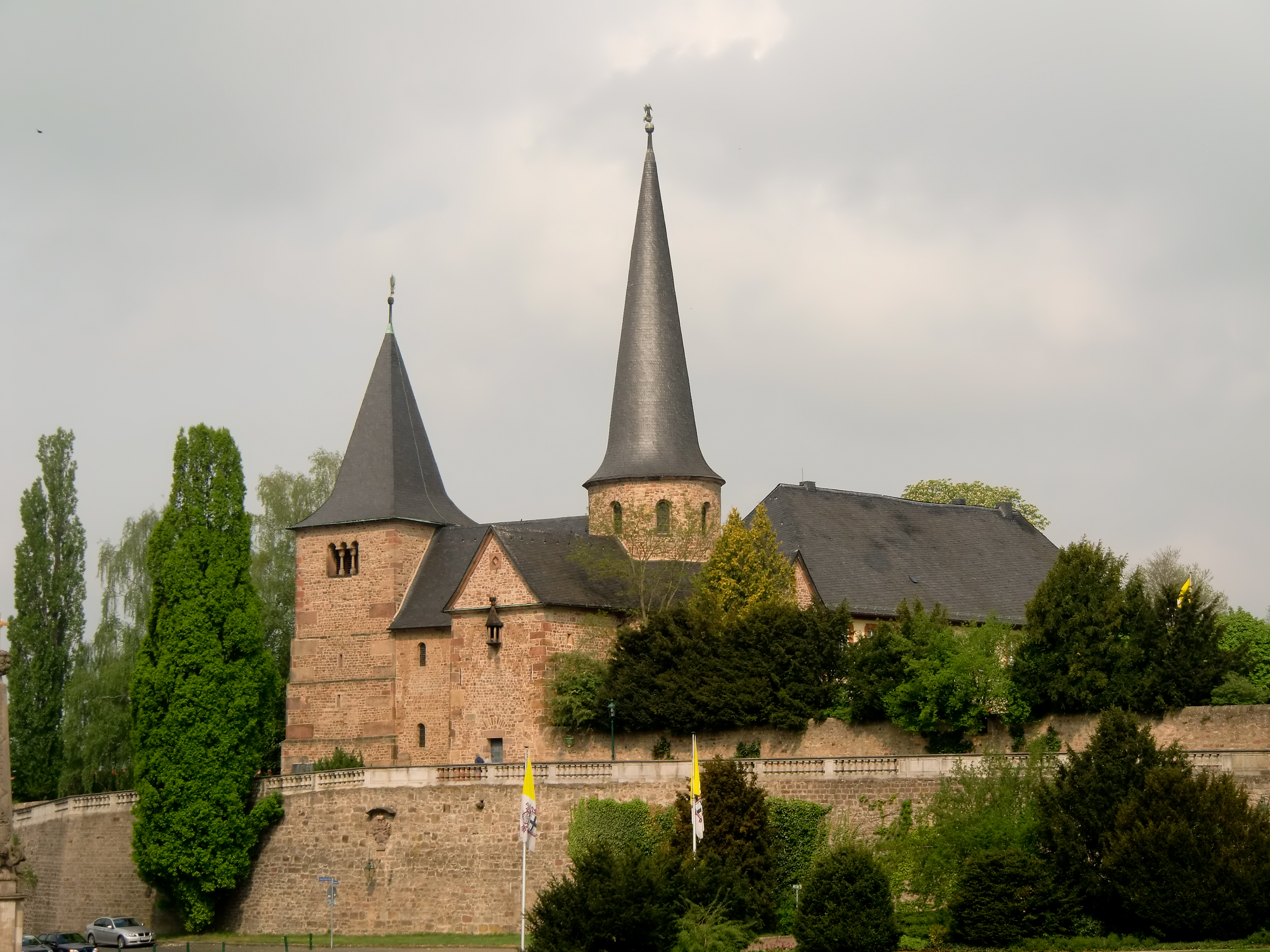
La chiesa di San Michele (Michaelskirche)

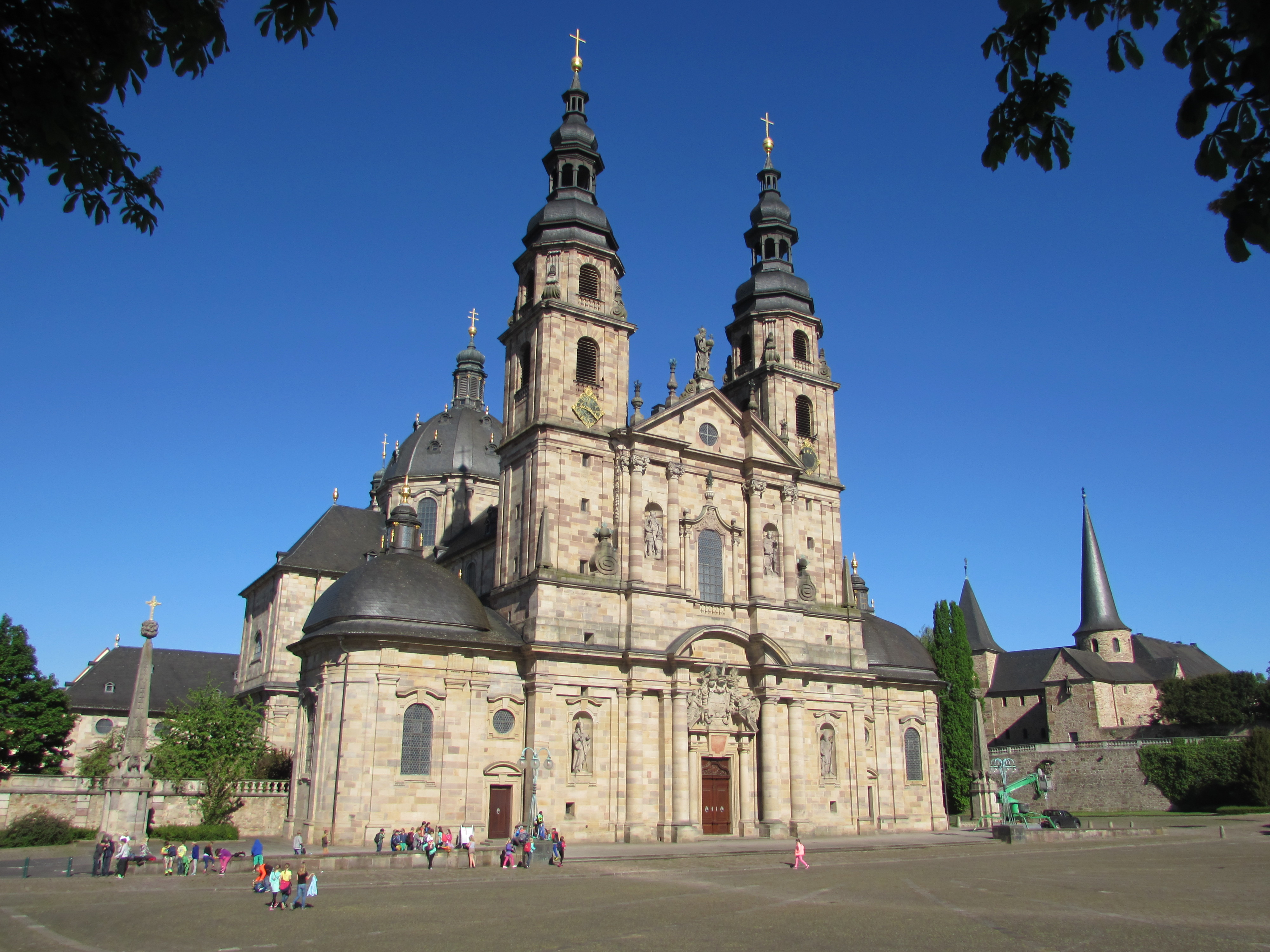
Il Duomo di Fulda.

- Chiesa di San Michele (Michaelskirche). Fulda conserva dall'800 circa questa chiesa romanica uno degli edifici ecclesiastici più antichi della Germania. Così come la basilica di Ratgar fungeva in passato da luogo di sepoltura. L'interno della chiesa di San Michele è decorato con affreschi.
- Chiesa di Sant'Andrea (St. Andreas Kirche): la cripta recentemente restaurata è dell'epoca degli Ottoni. Rappresenta un'opera d'arte molto ben conservata e conserva una delle pitture murali più antiche a nord delle Alpi. Sant'Andrea, edificio risalente all'anno 1020, era in passato un monastero.
- Duomo del Santissimo Salvatore (Dom Sankt Salvator): il Duomo di Fulda è il simbolo della città. All'interno del Duomo si trova tra l'altro la tomba di San Bonifacio, il primo apostolo dei tedeschi. I piani architettonici dell'edificio furono realizzati nell'anno 1700 da uno dei più importanti artisti barocchi tedeschi, Johann Dientzenhofer (1663-1726), su incarico dell'abate-principe Adalbert von Schleifras. L'edificio precedente, la basilica di Ratgar, in passato la più grande basilica a nord delle Alpi, fu abbattuta per far edificare il Duomo, la cui costruzione in stile barocco cominciò nel 1704. Il 15 agosto 1712 il Duomo fu consacrato. La struttura interna del Duomo è ispirato alla basilica di San Pietro a Roma.
- Domdechanei: la Dechanei e l'annesso giardino si trovano nelle immediate vicinanze del Duomo di Fulda. Oggi vi si può osservare un lapidario. In una sezione dell'edificio ha sede il museo del Duomo.
- Monastero di Frauenberg (1758-1765): essendo il luogo preferito di San Bonifacio, il monastero di Frauenberg ricevette il nome di Bischofsberg (montagna del vescovo). Molto presto la cappella in legno dell'abate Ratgar (802-817) fu sostituita da una chiesa in pietra. Fino al 1525 il monastero di Frauenberg costituiva una delle Propsteien di Fulda. Sulla montagnola di Frauenberg risiedono dal 31 marzo 1623 i monaci francescani. Nel 1757 il monastero e la chiesa furono presi da un incendio che si propagò fino all'edificio del principe; il monastero assunse dunque il suo aspetto barocco durante la sua ricostruzione tra il 1758 e il 1765.
- Chiesa parrocchiale di San Blasio (Stadtpfarrkirche St. Blasius): dopo che nel 1771 la vecchia chiesa fu rasa al suolo, per volontà del principe-vescovo Heinrich von Bibra, si procedette alla costruzione di una chiesa barocca. Il piano architettonico è del padre gesuita Andreas Anderjoch. La consacrazione si svolse il 17 agosto 1785.
- Chiesa dello Spirito Santo (Heilig-Geist-Kirche): l'attuale chiesa barocca dello Spirito Santo, edificata per volontà del principe-abate Adolf von Dalberg, funse da chiesa ospedaliera al posto della precedente chiesa gotica a partire dal XIII secolo.
- Severikirche: la chiesa fu costruita in stile gotico tra il 1438 e il 1445. Tra il 1620 e il 1623 l'edificio fu utilizzato come prima chiesa monastica dei francescani chiamati a Fulda. Fu per poco tempo chiesa dei benedettini dal 1626.
- Abbazia benedettina di Santa Maria (Benediktinerinnenabtei zur Heiligen Maria): l'abbazia benedettina è un monastero benedettino situato nel centro di Fulda. La sua costruzione fu voluta nel 1626 dal principe-abate Johann Bernhard Schenck zu Schweinsberg (1623-1632). La chiesa monastica, edificata tra il 1629 e il 1631, presenta uno stile tardogotico e rinascimentale. Ancora oggi vi risiedono suore dell'ordine benedettino.
- San Bonifacio a Horas, riproduzione del 1885 della Elisabethkirche di Marburgo, con finestre a vetri di Charles Crodel del 1958 e del 1974.
- Castello di Johannesberg (Propsteischloss Johannesberg): menzionato per la prima volta nell'anno 811. Sotto l'abate Rabanus Maurus (822-842) la chiesa fu ingrandita e fu fondato un monastero benedettino, poi trasformato in una Propstei. Attorno al 1500 fu eretto un edificio dallo stile tardogotico, cui tra il 1686 e il 1691 fu conferito un aspetto barocco.

### Architetture militari
- Castello (Stadtschloss): il primo edificio antecedente al castello di Fulda era la fortezza dell'abate costruita all'inizio del XIV secolo. In seguito, all'inizio del XVI secolo, la fortezza fu trasformata in un castello, che dal 1575 fu ampliato per poi assumere la forma di un palazzo rinascimentale. La forma barocca gli fu conferita dall'architetto Johann Dientzenhofer all'inizio del XVIII secolo. All'inizio dell'Ottocento, quando al castello furono effettuate modifiche per renderlo una residenza principesca, si usò uno stile tardo neoclassico.

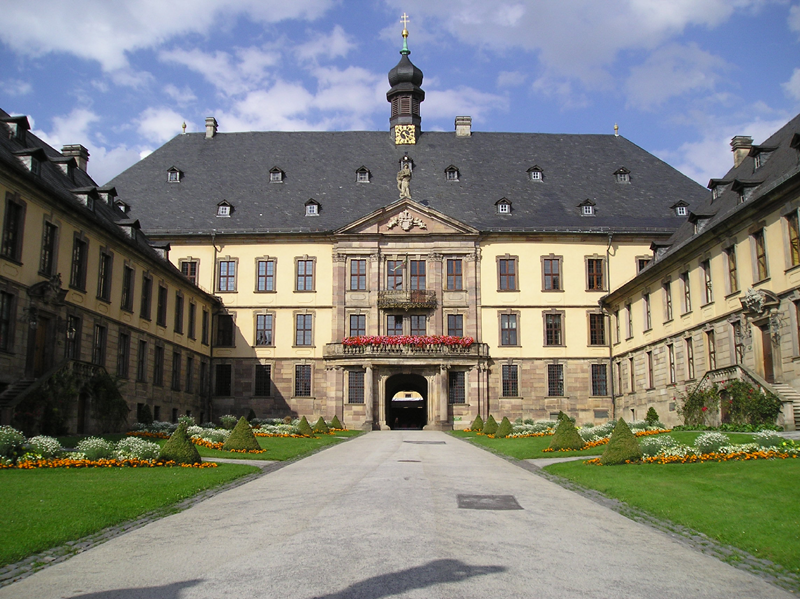
Il Castello di Fulda

- Castello Fasanerie (angolo di Adolph, Adolphseck): il castello, dapprima residenza dei principi-vescovi, poi residenza estiva dei principi di Assia, si trova nella vicina località di Eichenzell. Il castello fu costruito negli anni 1730-1757. Lo spazioso edificio barocco, voluto dal principe-vescovo di Fulda Amand von Buseck, rispecchia in modo evidente il suo potere e la sua passione per lo sfarzo. L'architetto a cui fu affidato l'incarico di progettare il castello fu il maestro di corte italiano Andreas Gallasini. Nel castello si trova una collezione di porcellane, con porcellane di Fulda, unica in Europa.

## Società

### Cristianesimo

#### Chiesa cattolica romana
Fulda, tradizionale sede vescovile e luogo d'incontro regolare della conferenza vescovile tedesca, è una città fortemente influenzata dal cattolicesimo. L'anno di fondazione del monastero, il 744, è anche considerato l'anno di fondazione della città di Fulda. Dal monastero e dal territorio da esso controllato si sviluppò fino al 1752 il vescovato. Uno dei vescovi più conosciuti fu l'arcivescovo Johannes Dyba (1929-2000) che, a causa delle sue posizioni conservatrici, fu una figura popolare ma al tempo stesso controversa.
Dopo la riforma la messa cattolica si svolgeva solo nella chiesa di Severiberg. La controriforma, con una forte ingerenza dei gesuiti nella scuola e nella catechesi, portò alla riconquista di Fulda da parte del cattolicesimo.

#### Chiese evangeliche
Dal 1896 gli evangelici di Fulda hanno una chiesa di rappresentanza nel centro della città: la Christuskirche. Il principe Wilhelm Friedrich von Oranien-Nassau (1772-1843), dal 1814 Guglielmo I re dei Paesi Bassi e granduca di Lussemburgo, fondò, in qualità di nuovo signore, una comunità evangelica a Fulda nel 1802. Il 3 aprile 1803, in occasione della domenica delle palme, nel Collegium Marianum dell'università di Fulda si svolse il primo servizio dell'appena fondata comunità evangelica. Di quello spazio la comunità evangelica poté disporre per celebrare i servizi fino alla consacrazione della Christuskirche il 1º luglio 1896. Dopo che la Christuskirche era stata distrutta nella seconda guerra mondiale, dalla Pasqua del 1946 alla nuova consacrazione del 25 settembre 1949, i servizi evangelici si svolsero di nuovo nel Collegium Marianum. Se all'inizio a Fulda c'erano 343 evangelici e un pastore, nel corso di 200 anni si sono formate otto comunità evangeliche con 12 pastori, donne e uomini, e quasi 20.000 appartenenti alla comunità, che rappresentano la fede riformata in questa regione. Dal 1949 Fulda è la sede dell'ufficio della giornata della chiesa evangelica tedesca. La moglie del fondatore Dott. Reinold von Thadden-Trieglaff (1891-1976), Freiin Elisabeth von Thüngen (1893-1988), era originaria della vicina Rhön. Una comunità evangelica è presente a Fulda dal 1899. Dal 1948 nella comunità della Christuskirche c'è un'attività cristiana di boy scout, che coinvolge giovani e bambini.

## Amministrazione
Durante il secondo Reich tedesco e sotto la repubblica di Weimar il partito più forte nella città tradizionalmente cattolica era il Zentrum. Dopo la guerra la città divenne feudo della CDU nel Bundesland dell'Assia. Il politico più conosciuto del secondo dopoguerra proveniente da Fulda fu Alfred Dregger, che per quattordici anni fu sindaco della città e per 26 anni parlamentare al Bundestag.
Il Magistrat è costituito da undici consiglieri. Di questi sette seggi sono andati alla CDU, tre alla SPD e uno al Bündnis 90/Die Grünen.
L'assemblea dei rappresentanti cittadini (Stadtverordnetenversammlung) è composta da 59 membri. I risultati delle elezioni comunali del 27 marzo 2011, a cui prese parte il 41,2% degli aventi diritto, sono i seguenti:
| Partiti e liste civiche                        | %    | Seggi |
| ---------------------------------------------- | ---- | ----- |
| Unione Cristiano Democratica (CDU)             | 51   | 30    |
| Partito Socialdemocratico Tedesco (SPD)        | 18,4 | 11    |
| Alleanza '90 - I Verdi (Bündnis 90/Die Grünen) | 17,8 | 10    |
| Elettori Cristiani (CWE)                       | 4,6  | 3     |
| Partito Liberale Democratico (FDP)             | 3,4  | 2     |
| La Sinistra (Die Linke)                        | 3,0  | 2     |
| I Repubblicani (Die Republikaner)              | 1,8  | 1     |

Dal 2003 l'Oberbürgermeister di Fulda è Gerhard Möller del partito CDU. Fu rieletto il 22 marzo 2009 con l'81,2% dei voti (affluenza del 25,6%). Il sindaco della città è dal 2004 il dottor Wolfgang Dippel.

### Gemellaggi
- Como, dal 1960
- Arles, dal 1964
- Caerphilly, dal 1960
- Wilmington, dal 1997
- Sergiev Posad, dal 1991
- Litoměřice, dal 2001